# Symphonie no 7 de Lokchine
Pour les articles homonymes, voir Symphonie no 7.
La Symphonie no 7 de Lokchine, est une symphonie avec contralto et orchestre de chambre en cinq mouvements, composée en 1972, par Alexandre Lokchine sur des poèmes japonais tanka du XIIIe siècle. Elle est créée à Moscou l'année suivante, par la contralto Nina Grigorieva et l'Orchestre de chambre de Moscou, sous la direction de Rudolf Barchaï.

## Histoire
Comme dix des onze symphonies de Lokchine, il s'agit d'une symphonie vocale. Les textes choisis proviennent d'une anthologie de Poèmes tanka (littéralement « poème court ») de trente-et-une syllabes. 

## Mouvements
1. Introduzione. (Comodo  = 80)
2. Tema. (Sostenuto  = 72)
3. Variation I. (Larghetto  = 60)
4. Variation II. (Animato  = 126)
5. Variation III. (Adagio  = 56)
6. Variation IV. (Allegretto  = 60)
7. Variation V. (Andante  = 66)
8. Variation VI. (Lento  = 53)

Durée : 22 minutes
Jouant sur l'orchestration le musicien rend l'atmosphère d'étrangeté et d'exotisme par la « mince et discrète lumière qui éclaire une harmonie typique, donnant l'impression de perspectives transparentes », mais il joue peu avec l'échelle pentatonique.

## Instrumentation
| Instrumentation de la Symphonie no 7                                              |
| Cordes                                                                            |
| premiers violons, seconds violons, altos,violoncelles, contrebasses,harpe         |
| Bois                                                                              |
| hautbois (cors anglais), clarinettes en la, clarinette basse,basson, contrebasson |
| Cuivres                                                                           |
| cors en fa, trompette, trombone ténor                                             |
| Percussions                                                                       |
| timbales, triangle, tambour, cymbales antiques, tam-tam                           |

## Édition
La partition est parue à Moscou, Muzyka 1980 et par Le Chant du monde.

## Discographie
- Symphonies nos 7 et 10 ; Chants de Margaret° - Ludmila Sokolenko°, soprano ; Nina Gregorieva, contralto ; Orchestre de chambre de Moscou, dir. Rudolf Barchaï (Melodiya CD 10 01472)